# Zarzyca
Zarzyca est une localité polonaise de la gmina de Kondratowice, située dans le powiat de Strzelin en voïvodie de Basse-Silésie.

## Histoire
De 1742 à 1932, Reichau fait partie de l'arrondissement de Nimptsch dans le district de Breslau au sein de la province de Silésie.